# Иоанно-Предтеченская церковь (Полвиярви)
Храм Святого пророка Иоанна Предтечи (фин. Pyhän Johannes Kastajan ortodoksinen kirkko) — православный храм в городе Полвиярви, в Финляндии, входящий в юрисдикцию Карельской архиепископии Константинопольского патриархата.

## История
Церковь была построена в 1914 году в стиле модерн на месте сгоревшей в 1902 году в результате поджога. В 1911 году было принято решение о возобновлении храма. Освящена 26 июля 1914 года архиепископом Выборгским и Финляндским Сергием (Страгородским).
В настоящее время относится к Тайпальскому приходу. При церкви действует православное кладбище.